# Wonderland (programma televisivo)
Wonderland è un programma televisivo ideato da Leopoldo Santovincenzo e Carlo Modesti Pauer, in onda su Rai 4 in seconda serata. Tratta di cinema, serie tv, videogiochi, fumetti, narrativa e saggistica, fantastica e crime. Nello specifico, approfondisce l'attualità e la storia dei generi fantascientifico, fantasy, horror, mystery, thriller, action, poliziesco, noir e spy story.
La prima parte di ogni puntata è dedicata alle novità in uscita ogni settimana; la parte centrale a un'intervista a personalità e professionisti di settore, come registi, sceneggiatori, scrittori, scienziati, attori, artisti, disegnatori, saggisti, montatori e autori di effetti speciali; l'ultima parte a varie rubriche di carattere antologico.

## Il programma
Il format non prevede conduttori in video: dalla seconda stagione, la voce fuori campo è quella di Massimo Lodolo, anche speaker ufficiale di Rai 4 che lascerà il posto a Francesco Vercillo nell'autunno 2022. La sigla di testa e di coda è il brano Nues dans l’eau, di Georges Garvarentz, mentre la grafica del programma è ispirata all'iconografia dei pulp magazine americani di fantascienza e crime, degli anni quaranta e cinquanta.
Il programma è andato in onda per cinque stagioni, dal 1º luglio 2011 al 18 dicembre 2015. È tornato in onda, in forma rinnovata, dal 5 ottobre 2018. Sono confermati gli autori Leopoldo Santovincenzo e Carlo Modesti Pauer, cui si aggiunge Enrico Platania; collabora ai testi Alessandro Rotili, la produzione è firmata da Sabrina La Croix. Fino al 2020 la regia è stata curata da Giuseppe Bucchi, poi da Alessandro Rotili.
L'ottava stagione del programma è in onda ogni martedì, a partire dal 6 ottobre 2020.
Dopo la prima messa in onda televisiva, le puntate sono disponibili sul portale RaiPlay, assieme a contenuti extra ed estratti delle varie rubriche.

## Puntate edizione 2011
La prima edizione è dedicata al solo macrogenere fantastico. Ogni puntata è composta dalla rubrica Mainstreaming: viaggi multimediali nei nuovi universi del fantastico, sulle novità in uscita, a cura di Andrea Fornasiero, da un'intervista, preceduta da una scheda biografica dell'ospite, e da un lemma del Dizionario del fantastico, una ricognizione antologica, tra cinema e Tv, sulle più importanti parole chiave del genere.
Fanno eccezione alcune puntate monografiche, dedicate interamente a un evento o a un titolo in onda su Rai 4: l'argomento trattato in Mainstreaming e nell'intervista in questi casi coincide, mentre l'altra rubrica è assente. Le puntate in onda ad agosto ripropongono brani dalle interviste del mese precedente, ma con risposte extra inedite incentrate sui film preferiti dai vari ospiti.
L'edizione 2011, in onda ogni venerdì in seconda serata, conta 30 puntate (18 standard, 8 monografiche e 4 con extra sui film preferiti). La voce fuori campo, solo per questa prima edizione, è quella di Lucio Saccone.
1. Paul / Terry Gilliam / Robot
2. Portal 2 / Umberto Guidoni / Invasione
3. The Legend of Mother Sarah / William Friedkin / Metropoli
4. I guardiani del destino / Alberto Abruzzese / Clonazione
5. The Witcher 2 / Tommaso Pincio / Domotica
6. Paul / Umberto Guidoni / Robot
7. Portal 2 / Alberto Abruzzese / Metropoli
8. The Legend of Mother Sarah / Tommaso Pincio / Domotica
9. Detective Dee e il mistero della fiamma fantasma / Marco Müller / Invasione
10. Super 8 / Terry Gilliam / Clonazione
11. Captain America - Il primo Vendicatore / Furio Colombo / Dinosauri
12. Ex Machina / Margherita Hack / Intelligenza artificiale
13. Monografica: Caprica / Antonio Serra
14. Duke Nukem Forever / Marco d'Eramo / Astronave
15. Lanterna Verde / Sergio Fanucci / Steampunk
16. Monografica: Hellraiser / Fabio Giovannini
17. Cowboys & Aliens / Sigourney Weaver / Sopravvissuti
18. Monografica: Ergo Proxy / Luca Enoch
19. L'alba del pianeta delle scimmie / Massimo Cavenacci / Fantagladiatore
20. Rage / Alejandro Jodorowsky / Apocalisse
21. Omega lo Sconosciuto / Antonio Caronia / Alieno (I parte)
22. Monografica: Misfits / Iwan Rheon
23. Deus Ex: Human Revolution / Bruce Sterling (I parte) / Cyborg
24. Immortals / Scott Farrar / Alieno (II parte)
25. Monografica: Science Plus Fiction / George Romero, Manetti Bros., Gipi
26. The Elder Scrolls V: Skyrim / Bruce Sterling (II parte) / Mutanti (I parte)
27. Monografica: Battlestar Galactica / James Callis
28. Monografica: Dark Resurrection / Angelo Licata
29. Monografica: Marrakech Film Festival / Terry Gilliam, Jean-Jacques Annaud, Sigourney Weaver, Forest Whitaker
30. Hugo Cabret / Martin Scorsese / Mutanti (II parte)

## Puntate edizione 2012
Il format e la collocazione sono gli stessi della stagione precedente. Da quest’edizione, alla scheda biografica dell'ospite si aggiunge occasionalmente una copertina sul tema dell'intervista. Le cinque puntate di Wonderland Estate propongono delle collection tematiche della rubrica Dizionario del fantastico e, come nella stagione precedente, una breve rubrica intitolata I film della mia vita, sui film preferiti dai vari ospiti del programma.
Il 20 marzo 2012 parte lo spin-off Wonderland Crime, in onda il martedì a cadenza mensile, sempre in seconda serata. La struttura di Wonderland Crime è la stessa del format originale sul fantastico, ma con nuova veste grafica e nuova sigla di testa e di coda: il brano The Man with the Golden Arm, di Elmer Bernstein, nella versione cover di Barry Adamson. Le due rubriche sono intitolate: Mainstreaming: viaggi multimediali sulle nuove strade del crimine, sempre a cura di Andrea Fornasiero, e Dizionario del crimine.
L'edizione 2012 conta 53 puntate (34 fantastico, 13 crime, 5 estive e 1 monografica).
1. Fumetti, videogiochi, film sugli zombi / George Romero / Zombie (I parte)
2. Underworld - Il risveglio / Douglas Trumbull (I parte) / Zombie (II parte)
3. Uncharted 3: L'inganno di Drake / Douglas Trumbull (II parte) / Zombie (III parte)
4. (1° Crime): ACAB - All Cops Are Bastards / Stefano Sollima / Poliziotti italiani
5. In Time / Giuseppe Lippi / Atomica
6. Attack the Block / Joe Cornish / Insetti
7. Omaggio a Moebius / Giovanni Bignami (I parte) / Scienziato pazzo
8. (2° Crime): Saints Row: The Third / Frédéric Schoendoerffer / Serial killer (I parte)
9. Hunger Games / Jennifer Lawrence / Fantamoda
10. John Carter / Giovanni Bignami (II parte) / Contagio
11. Battleship / William Wisher Jr. / Viaggi nel tempo
12. The Avengers / Chris Hemsworth e Mark Ruffalo / Supereroi (I parte)
13. (3° Crime): Vendicami / Copertina:Far East Film Festival / Johnnie To / Serial killer (II parte)
14. Mass Effect 3 / Copertina:Horror Italiano / Michele Soavi (I parte) / Sesso Alieno
15. Dark Shadows / Copertina:Horror Italiano / Michele Soavi (II parte) / Preistoria
16. Men in Black 3 / Roger Corman / Men in Black
17. Quella casa nel bosco / Speciale LevanteCon e omaggio a Jules Verne / Supereroi (II parte)
18. (4° Crime): Max Payne 3 / Copertina:John le Carré / Gary Oldman e Tomas Alfredson / Spie inglesi
19. Monografica: X-Men / Shinya Tsukamoto
20. Novità 2012 dei videogiochi fantasy / Copertina:Ray Bradbury / Valerio Evangelisti (I parte) / Mutazioni
21. La cosa (film 2011) / Valerio Evangelisti (II parte) / Armi Sci-Fi
22. The Amazing Spider-Man (film) / Andrew Garfield, Emma Stone e Rhys Ifans / Supereroi (III parte)
23. (5° Crime): Diaz - Don't Clean Up This Blood / Copertina: Documentari, film e fiction sui fatti avvenuti il 21 luglio 2001 / Daniele Vicari
24. Biancaneve / Copertina:Fantafestival / Sergio Stivaletti / Gotico italiano
25. La leggenda del cacciatore di vampiri / Kate Beckinsale, Jessica Biel e Colin Farrell / Fantamemorie
26. Wonderland Estate 1: Fumetti,videogiochi,film sugli zombi /I film della mia vita: George Romero / Le tre puntate Zombie del dizionario del fantastico
27. Wonderland Estate 2: Hunger Games /I film della mia vita: Valerio Evangelisti / Trilogia Fine del mondo
28. Wonderland Estate 3: Mass Effect 3 /I film della mia vita: Giovanni Bignami / Trilogia Space opera
29. Wonderland Estate 4: Omaggio a Moebius /I film della mia vita: Bruce Sterling / Trilogia Cyberpunk
30. (6° Crime): Contraband / Alessandro Piva / Dittico Serial killer: i classici e i contemporanei
31. Wonderland Estate 5: The Avengers / I film della mia vita: Scott Farrar / Le tre puntate Supereroi del dizionario del fantastico
32. Ribelle - The Brave / John Lasseter, Mark Andrews e Katherine Sarafian / Pixar Story
33. Il cavaliere oscuro - Il ritorno / Christopher Nolan, Christian Bale, Michael Caine e Morgan Freeman / Fantasmi d'autore
34. (7° Crime): Uomini mascherati / Mario Gomboli / Ladri
35. Omaggio a Carlo Rambaldi + Speciale Total Recall: Total Recall / Copertina Omaggio a Carlo Rambaldi /Kate Beckinsale, Jessica Biel e Colin Farrell / Viaggi nel tempo
36. Omaggio a Neil Armstrong: Prometheus / Copertina L'esplorazione della Luna /Wonderland ricorda Neil Armstrong / Fantasmi (I parte)
37. Speciale Terminator: I bambini di Cold Rock / William Wisher Jr. / Fantasmi (II parte)
38. Speciale computer grafica: Eva e Womb / Scott Farrar / Sesso Alieno
39. (8° Crime): The Bourne Legacy / Edward Norton, Jeremy Renner e Tony Gilroy / Inseguimenti
40. Iron Sky / Timo Vuorensola / Steampunk
41. Dishonored / Copertina Star Trek la serie classica e The Next Generation / Alan N. Shapiro / Star Trek - La saga cinematografica (I parte)
42. (9° Crime): Le belve / John Travolta, Oliver Stone e Salma Hayek / Rapine (I parte)
43. Speciale Stop Motion: ParaNorman / Copertina Effetti speciali / Stop Motion
44. Speciale ricerca e sviluppo: Unfinished Swan e videogiochi del mercato indipendente / Copertina: Da sempre, l'immaginazione è la premessa della scienza / Giovanni Bignami (III parte) / Star Trek - La saga cinematografica (II parte)
45. (10° Crime), Speciale Bond: Skyfall / Copertina: La genesi di 007 / Sam Mendes / Bond, James Bond
46. Hellboy / Rutger Hauer / Fantamemorie
47. (11° Crime), Speciale Il Buono, il Matto, il Cattivo: Il Buono, il Matto, il Cattivo / Song Kang-ho / Rapine (II parte)
48. Speciale Marte: Opere di Makoto Shinkai / Copertina: Marte / Giovanni Bignami (IV parte) / Preistoria
49. Speciale Pianeti: Looper / Margherita Hack / Scienziato pazzo
50. Stake Land / Nick Damici e Jim Mickle / Atomica
51. (12° Crime) Cogan - Killing Them Softly / Walter Hill e Sylvester Stallone / Rapine (III parte)
52. Speciale Hayao Miyazaki: Il castello nel cielo / Copertina: L'animazione giapponese, dalle origini a Miyazaki / Hayao Miyazaki
53. (13° Crime), Speciale Festival Di Marrakech: Les liens du sang /Copertina: Festival international du film de Marrakech / John Boorman, James Gray e Zhāng Yìmóu

## Puntate edizione 2013
Dall'edizione 2013 il programma ha cadenza bisettimanale: il martedì rimane dedicato al crime e il venerdì al fantastico. In questa stagione, per ogni mese di programmazione, si hanno in media quattro nuove puntate di Wonderland Crime e due di Wonderland classico, dedicate al fantastico. Nelle restanti collocazioni sono trasmesse puntate Flash, di durata ridotta, che raccolgono risposte extra di interviste già trasmesse e repliche dall'ormai sempre più cospicuo elenco di lemmi del Dizionario del fantastico e del crimine.
Anche in quest’edizione, le puntate estive propongono una variazione sul tema dei film preferiti dagli ospiti, oltre a una selezione di cortometraggi presentati al Fantafestival di Roma. Il 14 luglio 2013, Wonderland celebra il quinto anniversario di Rai 4 con una puntata speciale, con sette classifiche Top 5 dei programmi del canale: le saghe, gli action, i cult, le battute, i cattivi, la paura e i titoli più votati dal pubblico su Facebook, nel gioco Rai 4 Social League.
L'edizione 2013 conta 55 puntate di durata standard (16 fantastico, 32 crime, 6 estate e 1 speciale anniversario) e 45 puntate flash.
1. (1° Crime): Los Angeles / Copertina: hard boiled / Don Winslow / Killer
2. Ni no kuni: La minaccia della Strega Cinerea / Copertina: Vampirismo / Gianfranco Manfredi / Vampiri (I parte): Dracula
3. (2° Crime): Educazione siberiana / Copertina: Tatuaggi / Gabriele Salvatores e Nicolai Lilin / Evasioni
4. (1° Flash) Gianfranco Manfredi racconta la saga di Twilight
5. (3° Crime): Incarnazioni del maestro del brivido del 2012 / Copertina: Psyco / Sacha Gervasi / Alfred Hitchcock (I parte): il periodo inglese
6. (2° Flash) I film della mia vita: Gianfranco Manfredi
7. (4° Crime): Speciale Bruce Lee: L'uomo con i pugni di ferro / Copertina: Bruce Lee / Bruce Lee / Kung-fu
8. Dracula e dintorni / Copertina: Tod Browning / Edgardo Franzosini / Vampiri (II parte)
9. (5° Crime): Dead Man Down - Il sapore della vendetta / James Gray / Alfred Hitchcock (II parte)
10. (3° Flash) Speciale Mutanti
11. (6° Crime), Speciale Action Heroes: Sylvester Stallone, Arnold Schwarzenegger e Bruce Willis / Walter Hill e Sylvester Stallone / She-Hero
12. (4° Flash) Shinya Tsukamoto/ Mutazioni
13. (7° Crime): Come un tuono / Copertina: Anteprima FEFF 15 / Giulio Laurenti / Alfred Hitchcock (III parte)
14. BioShock Infinite / Paul J. Franklin / FantaCarosello (I parte)
15. (5° Flash) Trilogia Supereroi: antologia
16. (8° Crime), Speciale Quentin Tarantino: Hobo with a Shotgun / Copertina: Spaghetti Western / Quentin Tarantino
17. (6° Flash) Paul J. Franklin racconta Il ladro di Bagdad[non chiaro]
18. (9° Crime): Speciale Far East Film Festival: Ip Man, The Grandmaster / Copertina e intervista: 15ª edizione del Far East Film Festival
19. (7° Flash) Speciale Fantasmi
20. (10° Crime): Il cecchino / Massimo Lugli (I parte) / Roma criminale
21. Oblivion / Joseph Kosinski / Vampiri (III parte)
22. (11° Crime): Fast & Furious 6 / Massimo Lugli (II parte) / Mass Murder
23. (8° Flash) Speciale Star Trek
24. (12° Crime): Solo Dio perdona / Nicolas Winding Refn / Inseguimenti
25. (9° Flash) William Friedkin racconta L'esorcista
26. (13° Crime), Speciale James Ellroy: Rampart / James Ellroy / Los Angeles Police Department
27. CineFiabe / Tim Burton / Stop Motion
28. (14° Crime): Blood / Aldo Giannuli (I parte) / Scena del crimine
29. (9° Flash) Speciale Zombie
30. (15° Crime): Les Lyonnais / Olivier Marchal / Boxe
31. (10° Flash) Speciale Vampiri
32. (16° Crime): Now You See Me - I maghi del crimine / Marco Risi / Street Fighting
33. Zombi mania / Paul Verhoeven / Possessione
34. (17° Crime): Salvo / Salvatore Lupo (I parte)
35. Speciale 5 anni Rai 4
36. (11° Flash) Speciale Arti Marziali
37. (18° Crime): Uomini di parola / Salvatore Lupo (II parte)
38. (12° Flash) Pacific Rim e Evangelion: 3.0 You Can (Not) Redo / Atomica
39. (19° Crime): The Raid - Redenzione / Gareth Evans / Bad Boys
40. Wonderland Estate 1: Dracula e dintorni / Gianfranco Manfredi racconta 2001: Odissea nello spazio / FantaCarosello
41. I corti del Fantafestival 1: Tick Tock
42. Wonderland Estate 2: Los Angeles quaranta / Marco Risi racconta I tre giorni del Condor /Killer + Mass Murder
43. I corti del Fantafestival 2: The Story of a Mother
44. Wonderland Estate 3: Skyfall / Aldo Giannuli racconta il mito di 007 / Bond, James Bond
45. I corti del Fantafestival 3: Jack Attack
46. Wonderland Estate 4: Action Heroes / Massimo Lugli racconta nuovi segreti del mestiere di cronista di nera / Roma criminale + Poliziotti italiani
47. I corti del Fantafestival 4: Foto
48. Wonderland Estate 5: The Grandmaster / Quentin Tarantino / Street Fighting + She Hero
49. Wonderland Estate 6: Foxfire - Ragazze cattive / Don Winslow racconta il rapporto con Oliver Stone / Scena del crimine
50. (13° Flash): Night Fishing
51. (10° Crime): In trance / Renato Venturelli (I parte) / Private Eye (I parte)
52. (20° Crime): Redemption - Identità nascoste / Renato Venturelli (II parte) / Private Eye (II parte)
53. (22° Crime): You're Next / Remo Guerrini / Grande colpo (I parte)
54. (14° Flash) Dinosauri + Preistoria
55. (23° Crime): Cose nostre /Copertina: Jacques Mesrine/ Abdel Raouf Dafri (I parte) / Polar - I banditi
56. (24° Crime): Grand Theft Auto V / Abdel Raouf Dafri (II parte) / Polar - I poliziotti
57. Speciale Stephen King (I parte): King a fumetti / Copertina: La top ten dei film horror secondo Stephen King / Stephen King (1976-1986)
58. (25° Crime): Captain Phillips - Attacco in mare aperto / Ewan Wright / Pusher
59. (26° Crime): Mud / Vittorio Giardino / Grande colpo (II parte)
60. Speciale Stephen King (II parte): Gravity / Stephen King (1986-2013)
61. Beyond: Due anime / David Cage / Fantapolitik
62. (27° Crime): Prisoners / Willem Dafoe / Buddy Movie
63. Ender's Game + Orfani / Gary Rydstrom / Animali assassini (I parte)
64. (28° Crime): Il tocco del peccato / Lucas Belvaux / Testimone
65. Thor: The Dark World / Eli Roth / Animali assassini (II parte)
66. (29° Crime), Speciale Ip Man: Ip Man / Copertina: Ip Man / Herman Yau e Erica Li
67. Batman: Arkham Origins / Neil Blomkamp e Matt Damon / Fantapolitik
68. (30° Crime): Oldboy / Oren Moverman / Crime Europa
69. Assassin's Creed (2007-2013) / Guillermo del Toro / FantaCarosello (II parte)
70. (31° Crime), Speciale Corea: Confessions / Ryoo Seung-wan / Crime Korea
71. Disney Infinity / Paul Debevec
72. Lo Hobbit - La desolazione di Smaug / John Hurt
73. (32° Crime): American Hustle / David o. Russell / Crime Hong Kong
74. Wolf Children - Ame e Yuki i bambini lupo / Roger Guyett

## Puntate edizione 2014
Dall'edizione 2014, esauriti i lemmi del Dizionario del fantastico e del crimine, la rubrica di coda è dedicata alle novità dell'home video, con particolare riferimento alla ristampa di prodotti classici: nelle puntate sul fantastico la rubrica è intitolata Dischi Volanti, in Wonderland Crime, Flashback.
Per celebrare il 60º compleanno della Rai, Wonderland, in collaborazione con il MuFant di Torino, propone inoltre 18 approfondimenti sulla produzione fantascientifica della TV di Stato: il titolo della nuova rubrica è Memorie dal futuro.
In questa quarta stagione del programma, il fantastico torna protagonista, con nuove puntate ogni venerdì, mentre, nella collocazione del martedì, Wonderland Crime torna alla cadenza mensile del 2012, accompagnata nelle restanti settimane da puntate flash di rimontaggio. L'edizione 2014 conta 41 puntate di durata standard (31 fantastico, di cui 8 monografiche e 10 crime) e 20 puntate flash (di cui 5 estive).
1. Transcendence / Michel Gondry / Memorie dal futuro: Giorgio Monicelli / Dark skies
2. (1° Crime): Devil's Knot / Henning Mankell / La santa
3. The Amazing Spider-Man 2 - Il potere di Electro / Lao Petrilli e Vincenzo Sinapi / UFO in Italia
4. Godzilla / Gareth Edwards / Arthur C. Clarke / Impostor
5. Byzantium e Solo gli amanti sopravvivono / Trilogia Ringu / Dario Tomasi / Fantascienza per ragazzi / Maniac
6. (2° Crime), Speciale Far East Film Festival: Brick Mansion / Far East Film Festival / Diao Yinan, Gareth Evans, Derek Kwok, Dante Lam, Cho Ui-seok, Matt Chow, Andrew Leavold, Iko Uwais e Sandra Ng
7. X-Men - Giorni di un futuro passato / Dave Mckean / Fantasceneggiati (I parte)
8. Child of Light, Rain e Brothers - A tale of two sons / Don Coscarelli / Ercole al centro della Terra
9. Edge of Tomorrow / Ugo Gregoretti / Luna zero due
10. Thermae Romae / Hideki Takeuchi / Fantacaroselli (I parte) / Robocop
11. (3° Crime), La Katana Tra Oriente e Occidente: 3 Days to Kill / Tetsuro Shimaguchi / Crows Zero
12. Wolfenstein: The New Order / Greg Capullo / Neil Armstrong 1969 / The Toxic Avenger
13. The Congress / Gianugo Maria Cossi / Fantasceneggiati (II parte) / Snowpiercer
14. (1° Flash): Emanuele Sacchi e Stefano Locati
15. Murderer Soul: Suspect e Among the Sleep / Antonio Armano / Isaac Asimov
16. Dragon Trainer 2 / Jason Blum / Fantasceneggiati (III parte) / La leggenda dei sette vampiri d'oro
17. Apes Revolution - Il pianeta delle scimmie / Matt Reeves e Andy Serkis / Fantasceneggiati (IV parte) / Chi è l'altro?
18. (4° Crime), Hacker e Cyber criminali: Watch Dogs / Dino Pedreschi e Sergey Golovanov / The Counselor - Il procuratore
19. Speciale Fantafestival 2014: Siamo quello che mangiamo / Fantafestival 2014 / Omaggio a Mario Bava
20. Wonderland Estate 1: I corti del Fantafestival: Mr. Dentonn
21. Wonderland Estate 2: John Hurt
22. Wonderland Estate 3: Martin Scorsese
23. Wonderland Estate 4: Paul Verhoeven
24. Wonderland Estate 5: Eli Roth
25. Peplum 2014 / Scott Derrickson ed Eric Bana / Fantasceneggiati (V parte) / Il cacciatore di zombi
26. Si alza il vento / Teo Mora / Fantasceneggiati (VI parte) / Mostri Universal
27. Under the Skin / Dante Spinotti / Fantasceneggiati (VII parte) / 2022: I sopravvissuti
28. (5° Crime): Out of the Furnace / Jackie Chan / Chinese Zodiac
29. Lucy / Remo Ceserani / Fantasceneggiati (VIII parte)
30. Destiny / James Moran / Fantasceneggiati (IX parte) / Classe 1999
31. (6° Crime): La prede perfetta / James Ellroy / Affari di famiglia
32. Speciale Codex Seraphinianus: Boxtrolls - Le scatole magiche / Codex Seraphinianus / Luigi Serafini
33. Guardiani della Galassia / Maker Faire / Fantasceneggiati (X parte)
34. (7° Crime): Joe / Pietro Scalla / The Raid 2: Berandal
35. Speciale Interstellar: Europa Report / Interstellar / Christopher Nolan e Matthew McConaughey
36. Speciale Saw: Automata / Saw (2004-2010) / Stefano Bartezzaghi
37. (8° Crime): La spia - A Most Wanted Man / Thelma Schoonmaker
38. La storia della Principessa Splendente / Joe Dante
39. Speciale Trieste Science+Fiction 2014: The Babadook / Trieste Science+Fiction Festival 2014
40. Speciale Terminator: The Rover / Terminator (1984-2014) / James Cameron, Gale Anne Hurd e William Wisher Jr. / Trilogia del terrore
41. Speciale Young Adult: The Host, Maze Runner - Il labirinto, Divergent, The Giver - Il mondo di Jonas e Hunger Games / Julianne Moore e Francis Lawrence / Gallowwalkers
42. (9° Crime): Harry Brown / David Fincher e Gillian Flynn / Empire State
43. Speciale 40 anni di Dungeons & Dragons: Dragon Age: Inquisition / Dungeons & Dragons
44. Speciale Il ragazzo invisibile: Il ragazzo invisibile / Gabriele Salvatores
45. Big Hero 6 / Mu.fant - Museo della fantascienza di Torino / Fantascienza da ridere / Frankenstein Junior
46. (10° Crime), Torino Film Festival 2014: Cold in July / Omaggio a Giulio Questi e Torino Film Festival 2014
47. Speciale il Giovane Argento: Gli Argentiani / Il giovane Argento

## Puntate edizione 2015
La quinta stagione del programma mantiene invariato il format dell'edizione precedente. La sola collocazione del venerdì in seconda serata ospita una maggioranza di puntate sul fantastico e una puntata al mese di Wonderland Crime. Per la prima volta il programma osserva una pausa estiva: a giugno sono comunque trasmesse quattro puntate di rimontaggio con il titolo Il meglio di Wonderland, tutte dedicate alla storia degli effetti speciali.
L'edizione 2015 conta 32 puntate (21 fantastico, di cui 3 monografiche, 7 crime, 4 Il meglio di).
Nel mese di dicembre 2015, Rai 4 annuncia sulla sua pagina Facebook che l'ultimo episodio del programma andrà in onda il 18 dicembre. Il critico televisivo Aldo Grasso esprime forte apprezzamento per il programma appena concluso.
1. Fiabe / Renato Giovannoli / Dischi Volanti: Goal of the Dead
2. Grim Fandango / Marco Bolognesi / Dischi Volanti: Il villaggio dei dannati
3. (1° Crime), French Connection / Joe Lansdale - Jim Mickle / Flashback: Tower block
4. Upstream Colour / Jock / Dischi Volanti: Sette note in nero
5. Humandroid / Alfonso Cuaron / Dischi Volanti: Devilman
6. Avengers: Age of Ultron / La fantascienza secondo Stanley Kubrick: Michel Ciment
7. (2° Crime), Run All Night + The Gunman / Enzo G. Castellari / Flashback: Blue Ruin
8. Song of the Sea / Lamberto Bava / Dischi volanti: Le orme
9. Mad Max: Fury Road / George Miller, Tom Hardy, Charlize Theron / Speciale Mad Max / Dischi Volanti: Trilogia Mad Max
10. Il racconto dei racconti / Matteo Garrone
11. (3° Crime), Kung Fu Jungle / Speciale Far East 2015
12. Witcher 3 / Makinarium / Dischi Volanti: Matinèe
13. Il Meglio di Wonderland: Fx Story 1
14. Il Meglio di Wonderland: Fx Story 2
15. Il Meglio di Wonderland: Fx Story 3
16. Speciale Fantafestival 2015/ The Terror Live / Omaggio a Barbara Steele
17. Il Meglio di Wonderland: Fx Story 4
18. Self/less / Francesco Verso
19. Fantastic 4 + Ant-Man / Stefano Bessoni
20. (4° Crime), Non essere cattivo / Denis Villeneuve /Flashback: Blue Ruin
21. Metal Gear Solid V: The Phantom Pain + Mad Max / Ron Perlman / Omaggio a Wes Craven
22. Stop Motion / Peter Lord
23. (5° Crime), Black Mass / Stefano Sollima
24. Crimson Peak / Alex De la Iglesia
25. The Martian / Speciale Marte / Midnight Factory su Rai4
26. (6° Crime), 007 Spectre / Dolph Lundgren
27. Pan / Tohru Iwatani / Dischi volanti: Pixels
28. Bone Tomahawk / Roberto Vacca
29. Goodnight Mommy / Speciale Trieste S+F
30. (7° Crime), La isla minima / Walter Murch
31. Pixar / Speciale Torino Film Festival
32. Star Wars Games / Roger Garcia / Dischi volanti: Le sette città di Atlantide

## Puntate edizione 2018-2019
Dopo quasi tre anni di interruzione, la sesta stagione del programma elimina la distinzione tra il format fantastico e quello crime, pur continuando ad occuparsi di entrambi i macrogeneri, e mantiene la consueta collocazione del venerdì.
La tradizionale copertina sulle novità della settimana raddoppia, per informare sui titoli “pop” e sui titoli “cult” in uscita. Le due categorie “pop” e “cult” caratterizzano anche la nuova Wonder Parade, la classifica che chiude ogni puntata segnalando i dieci titoli top della settimana.
Tre le nuove rubriche, che si alternano di puntata in puntata. Stranger Than Fiction applica al cinema il concetto di fake news, inventando soggetti e casting per film inesistenti. Umano, post umano propone un periodico approfondimento, tra scienza e cultura, sul tema del postumanesimo, ovvero l'impatto delle tecnologie sulla stessa natura biologica dell'essere umano, guardando come sempre alle rappresentazioni che ne ha sin qui dato la fantascienza, ad esempio nel filone cyberpunk. Sound Invaders, a cura di Alessandro Rotili, parla infine di musica, partendo dalle colonne sonore di film e serie televisive.
Nella seconda parte della stagione, in vista delle celebrazioni per il 50º anniversario del primo sbarco sulla luna, la rubrica Umano, post umano è sostituita da Destinazione Luna, che racconta i dodici anni della corsa allo spazio, dal lancio dello Sputnik alla missione Apollo 11, dalla prospettiva dei palinsesti Rai.
L'edizione 2018-2019 conta 41 puntate, di cui 13 speciali monografici.
1. Pop: Venom / Cult: L'uomo che uccise Don Chisciotte / Intervista: Terry Gilliam / Stranger Than Fiction: Quentin Tarantino vs Marcel Proust
2. Pop: The Predator / Cult: Gli Incredibili 2 / Intervista: Zhang Yimou / Umano, post umano: tra utopia e apocalisse
3. Pop: Tomb Raider / Cult: Soldado, con Stefano Sollima e Benicio del Toro / Interviste: curatrici mostra Pixar, Elise Kleidman e Maria Grazia Mattei / Sound Invaders: The Americans
4. Pop: One Cut for the Dead / Cult: Il Trono di Spade, VII stagione / Speciale Sitges Film Festival
5. Pop: Strange Life 2 / Cult: First Man, con Damien Chazelle e Ryan Gosling / Intervista: Danijel Žeželj / Stranger Than Fiction: Russiagate
6. Pop: Overlord / Cult: New Frontier di Darwyn Cooke / Intervista: Giancarlo De Cataldo
7. Pop: Red Dead Redemption 2 / Cult: Widows / Speciale Lucca Comics & Games
8. Pop: Morto tra una settimana (o ti ridiamo i soldi) / Cult: The Assassination of Gianni Versace / Speciale Trieste S+F Festival
9. Pop: Fantafestival 2018 / Cult: This War of Mine + Frostpunk / Intervista: Hans Zimmer / Sound Invaders: Horror
10. Pop: Mostra Jack Kirby / Cult: Ghostland, con Pascal Laugier / Speciale 50 anni di 2001: Odissea nello spazio, con Douglas Trumbull e Michel Ciment / Umano, post umano: A.I.
11. Pop: Mutant Year Zero / Cult: Un piccolo favore, con Paul Feig / Speciale Torino Film Festival
12. Pop: Spider-Man: Un nuovo universo / Cult: Old Man & the Gun / Interviste: Robert Redford, Sissy Spacek e David Lowery / Stranger Than Fiction: Our Name Is Bond
13. Pop: Ralph spacca Internet / Cult: Suspiria / Intervista: C.B. Cebulski / Sound Invaders: Italian Crime
14. Pop: Aquaman / Cult: City of Lies / Intervista: Chen Qiufan / Umano, post umano: Robotica (parte I)
15. Pop: X-Files, XI stagione / Cult: Gris / Intervista: Luca Mercalli
16. Pop: Corti in nomination agli Oscar / Cult: Le terre dei giganti invisibili / Intervista: Jaume Balagueró / Destinazione Luna: Introduzione
17. Pop: Pinocchio / Cult: Cold Skin / Interviste: Festival degli effetti visivi, con Vittorio Storaro, Sam Nicholson e Luca Raffaelli / Stranger Than Fiction: Planet of Queen Kang
18. Pop: Dragon Trainer 3 / Cult: Il primo re / Intervista: Bruce Sterling / Umano, post umano: Robotica (parte II)
19. Pop: Ape Out / Cult: The Mule / Intervista: Zerocalcare / Destinazione Luna: 1957-1959
20. Pop: Crucifixion / Cult: Civilization VI / Interviste: il cast di Alita: Angelo della battaglia / Sound Invaders: Ennio Morricone
21. Pop: Anthem / Cult: Un uomo tranquillo / Intervista: Chiara Frugoni / Stranger Than Fiction: La polizia s’incazza
22. Pop: Britannia / Cult: Diabolik sono io / Speciale Babylon Berlin, con Tom Tykwer e Volker Kutscher
23. Pop: The Occupation / Cult: White Boy Rick / Copertina: Halt and Catch Fire / Intervista: Arturo Di Corinto (parte I) / Destinazione Luna: 1960-1963
24. Pop: Cosma & Mito / Cult: Amouklauf / Intervista: Luca Raffaelli / Sound Invaders: Arti marziali
25. Pop: Peppermint / Cult: Border / Intervista: Franco Porcarelli / Destinazione Luna: 1964-1965
26. Pop: Vikings, V stagione, parte II / Cult: Close Enemies / Intervista: Luciano Tovoli
27. Pop: Noi / Cult: L’educazione di Rey / Intervista: Maurizio Nichetti / Sound Invaders: Babylon Berlin
28. Pop: Dragonero / Cult: Hellboy / Copertina: Halt and Catch Fire, II stagione / Intervista: Emilio Cozzi / Destinazione Luna: 1966
29. Pop: La Llorona / Cult: Operation Mekong e Far East Film Festival / Intervista: Paul Gravett su Jack Kirby / Stranger Than Fiction: Back to the 80s
30. Pop: Absentia / Cult: La piovra, 30 anni dalla morte del commissario Cattani / Intervista: Arturo Di Corinto (parte II) / Sound Invaders: Alieni
31. Pop: Days Gone / Cult: El Reino e Festival del cine español / Intervista: Fabio Camilletti / Destinazione Luna: 1967
32. Pop: Asylum Fantastic Fest / Cult: Ted Bundy: Fascino criminale / Intervista: Jean-David Morvan / Stranger Than Fiction: Gli X-Files di Alberto Moravia
33. Pop: John Wick 3 / Cult: Mio figlio / Intervista: Marcello Messina e Walter Fulgione, dai Laboratori nazionali del Gran Sasso dell'Istituto nazionale di fisica nucleare / Sound Invaders: Marvel Cinematic Universe
34. Pop: Mostra Juan José Guarnido e presentazione ARF / Cult: L'angelo del crimine / Speciale Far East Film Festival
35. Pop: Godzilla II: King of the Monsters / Cult: Festival Oltre lo specchio / Speciale 80 anni di Batman / Destinazione Luna: 1968
36. Pop: Marvel's Runaways / Cult: American Animals / Intervista: Ernesto Assante e Mario Gazzola / Destinazione Luna: 1969
37. Speciale Alien 1979-2019, dal H. R. Giger Museum di Gruyères
38. Speciale Oreste Del Buono
39. Speciale “Spazio, ultima frontiera”, dai laboratori dell'Agenzia Spaziale Europea di Noordwijk
40. Speciale “Volevamo la luna”, 50º anniversario del primo allunaggio
41. Speciale cortometraggi de La Guarimba International Film Festival

## Puntate edizione 2019-2020
La settima stagione del programma va in onda ogni martedì in seconda serata, a partire da ottobre 2019.
Tra le nuove rubriche previste, un approfondimento sulla produzione Rai di sceneggiati di genere giallo magico e gotico che prende il nome di Gotico catodico. Questa nuova rubrica si alterna con alcune di quelle già inaugurate nella passata stagione: Short Tales, Amazing News, Stranger Than Fiction. La rubirca Sound Invaders, invece, cambia impostazione e accoglie il saggista ed esperto di musica Mario Gazzola come presentatore esclusivo alla scoperta di videoclip dall'ispirazione cinematografica o colonne sonore.
A causa della pandemia, gran parte delle interviste e dei focus inseriti nel programma dalla primavera 2020 sono realizzate attraverso sistemi di conferenza remota.
1. Pop: GreedFall / Cult: Missions con Giorgia Sinicorni / Intervista: Todd Phillips e Joaquin Phoenix per Joker /  Sound Invaders: Katy Perry feat Zedd "365" / Gotico catodico: Il segno del comando
2. Pop: Gemini Man / Cult: Hole - L'abisso / Intervista: Abel Ferrara / Short Tales / Stranger Than Fiction: P24 / Amazing News: mostri marini
3. Pop: Siren / Cult: ToHorror Film Fest / Intervista: Danilo Arona per Doctor Sleep / Sound Invaders: Iggy Pop "James Bond" / Gotico catodico: Orfeo in paradiso
4. Speciale Sitges Film Festival 2019
5. Speciale Terminator. Interviste a James Cameron, William Wisher Jr., Tim Miller, Linda Hamilton e Arnold Schwarzenegger
6. Speciale Internet Day. Interviste Internet Festival di Pisa: Gianluigi Ferrari, Fosca Giannotti, Rudy Rucker, Pep Gatell, Gerd Leonhard, Marcello Calisti
7. Pop: Scary Stories to Tell in the Dark / Cult: Parasite / Intervista: Martin Scorsese per The Irishman / Gotico catodico: Luigi Cozzi racconta La porta su buio
8. Pop: Zombieland - Doppio colpo / Cult: VIEW Conference 2019 / Intervista: Libero Pisano per la mostra "La meccanica dei mostri. Da Carlo Rambaldi a Makinarium" / Sound Invaders: Death Stranding / Amazing News: moda spaziale
9. Speciale Narcos. Intervista: Chris Brancato, Guido Piccoli e Giuseppe Palumbo
10. Speciale Lucca Comics & Games 2019
11. Speciale Trieste Science+Fiction Festival 2019
12. Pop: Cena con delitto / Cult: L'inganno perfetto / Intervista: Garri Kasparov / Short Tales: corti del Trieste Science+Fiction Festival / Gotico catodico: Ritratto di donna velata
13. Pop: Noir in Festival 2019 / Cult: Escher - Viaggio nell'infinito / Intervista: José Munoz / Sound Invaders: Forever Still / Stranger Than Fiction: Maigret vs Maigret
14. Pop: Star Wars - L'ascesa di Skywalker / Cult: Pinocchio di Matteo Garrone / Intervista: Torino Film Festival / Amazing News: Space Rider
15. Speciale Asterix
16. Pop: City of Crime / Cult: Detroit Become Human / Intervista: Rob Legato / Short Tales / Gotico catodico: L’amaro caso della baronessa di Carini
17. Pop: What We Do in the Shadows - la serie / Cult: The Lodge / Intervista: Jonathan Lethem / Sound Invaders: The Comet Is Coming "Summon the Fire" / Stranger Than Fiction: Musicarelli
18. Speciale Federico e gli spiriti
19. Pop: Eli Roth's History of Horror / Cult: Villetta con ospiti / Intervista: Isaac Asimov / Short Tales / Gotico catodico: La mia vita con Daniela; Albert e l'uomo nero
20. Pop: Mostra Francesco Biagini / Cult: Summer of 84 / Intervista: Marcello Rossi / Sound Invaders: Korn "You'll Never Find Me" / Eli Roth's History of Horror
21. Pop: Dreams / Cult: Omicidio al Cairo / Intervista: Alfredo Castelli / Gotico catodico: Il fauno di marmo; Gli occhi del drago / Eli Roth's History of Horror
22. Pop: Kairos / Cult: La resistenza dell'aria / Intervista: Brian Yuzna / Stranger Than Fiction: Antonioni sulla Luna / Eli Roth's History of Horror
23. Pop: La Gomera - L'isola dei fischi / Cult: Narcos: Mexico / Intervista: Zhang Ran e Xia Jia / Gotico catodico: Nella città vampira - Drammi gotici
24. Speciale FX: La storia degli effetti visivi raccontata dai protagonisti
25. Pop: Stela / Cult: The Cured / Intervista: Melina Matsoukas, Lena Waithe, Jodie Turner-Smith e Daniel Kaluuya (Queen & Slim) / Sound Invaders: Carpenter Brut "Blood Machines" / Eli Roth's History of Horror
26. Speciale Oreste Del Buono (replica)
27. Speciale Alien. Interviste a Alexandre Philippe, Carmen Giger, Leslie Barany e Sigourney Weaver
28. Speciale “Spazio, ultima frontiera”, dai laboratori dell'Agenzia spaziale europea di Noordwijk (replica)
29. Speciale Asterix (replica)
30. Speciale Federico degli spiriti (replica)
31. Speciale “Volevamo la luna”, 50º anniversario del primo allunaggio (replica)
32. Pop: Novità in tv + Marvel's Runaways / Cult: Il cinema in tempi di lockdown / Intervista: Zerocalcare / Eli Roth's History of Horror
33. Pop: Novità a fumetti + In the Dark / Cult: Sweet Virginia / 80 anni di Batman / Eli Roth's History of Horror
34. Pop: Novità videogames / Cult: Novità in libreria / Intervista: Giancarlo De Cataldo / Eli Roth's History of Horror
35. Speciale Carl Barks "L'uomo dei paperi". Interviste a Don Rosa, Luca Raffaelli, Luca Boschi
36. Pop: Minecraft Dungeons / Intervista: Steve Della Casa / Eli Roth's History of Horror
37. Pop: la saga di Underworld / Cult: la Pandemia nell'immaginario popolare / Intervista: Makkox / Short Tales: i corti dello Scream Fest Horror Film Festival
38. Pop: Daredevil con Ann Nocenti / Cult: Ultimo domicilio conosciuto / Intervista: Alberto Anile / Sound Invaders: Opeth "Universal Truth"
39. Pop: The Last of Us Parte II / Intervista: Sandro Mòiso su James Ballard / Amazing News: Esoscheletri / Gotico catodico: Racconti fantastici
40. Cult: Darlin' / Speciale Far East Film Festival 2020 / Stranger Than Fiction: Tribuna surreale
41. Cult: The Rhythm Section / Intervista: Vittorio Gallese / Sound Invaders: Nameless di Grant Morrison e Chris Burnham / Gotico catodico: La dama dei veleni
42. Pop: Resident Evil / Intervista: Frank Quietly / Gotico catodico: Il filo e il labirinto / Short Tales
43. Speciale Storia e gloria dei paperi in Italia. Interviste a Marco Rota, Luca Boschi, Luca Raffaelli, Gianni Bono
44. Pop: il fumetto Ai confini della realtà / Cult: Un lungo viaggio nella notte / Intervista: Giuliana Misserville e Monica Luongo / Gotico catodico: Il fascino dell'insolito / Sound Invaders: The Later Years di Pink Floyd
45. Speciale cortometraggi de La Guarimba International Film Festival

## Puntate edizione 2020-2021
L'ottava stagione di Wonderland va in onda dal 6 ottobre 2020, ogni martedì in seconda serata su Rai4.
Vengono confermate le rubriche Sound Invaders, Short Tales, Amazing News a cui si va ad aggiungere la nuova rubrica Il giallo e la nera, dedicata ad alcuni celebri casi di cronaca nera italiana che, negli anni, sono diventati sceneggiati o fiction per la Rai.
A partire dal 10 luglio 2021, la rubrica Il Giallo e la Nera ha prodotto una pillola settimanale autonoma, andata in onda ogni sabato in seconda serata con l'intervento di grandi giallisti italiani come Massimo Carlotto, Giancarlo De Cataldo, Marcello Fois, Diego De Silva, Giampaolo Simi.
La regia del programma viene curata da Alessandro Rotili e, a causa del persistente stato di emergenza sanitaria da nuovo coronavirus, molte interviste sono realizzate in remoto attraverso sistemi di video-conferenza secondo i protocolli di sicurezza.
L'edizione 2020-2021 conta 41 puntate, di cui 11 speciali monografici.
1. Cult: Mafia / Intervista: Koldo Serra e approfondimento sul Festival del Cinema Spagnolo / Sound Invaders: Deep Purple / Il giallo e la nera: il caso Fenaroli
2. Cult: The Secret - Le verità nascoste / Intervista: Oliver Stone / Short Tales / Amazing News: orme dalla preistoria Melka Kunture
3. Pop: Warrior / Intervista: Luca Nemolato / Sound Invaders: Kayleth / Il giallo e la nera: Sindrome di Stoccolma
4. Cult: Trieste Science+ Fiction Festival 2020 / Intervista: Luca Crovi / Short Tales: l'inquietudine del doppio
5. Speciale Vincenzo Mollica: Una vita tra i fumetti
6. Speciale Lucca Comics & Games 2020 (prima parte)
7. Pop: Watchdogs - Legion / Intervista: Paolo Bertetti / Short Tales / Il giallo e la nera: il mistero Wanninger e il caso Bebawi
8. Speciale Lucca Comics & Games 2020 (seconda parte)
9. Cult: The Gangster, the Cop, the Devil / Intervista: Gabriel Range e Johnny Flynn / Amazing News: i premi di Trieste Science+Fiction Festival / Il giallo e la nera: da Lizzie Borden al caso Graneris
10. Cult: Project Blue Book / Intervista: Stefen Fangmeier e Thomas Schlesny / Short Tales: Amarcort Film Festival 2020
11. Cult: Madame Tussaud / Intervista: Julia Phillips / Sound Invaders: il rapimento alieno di Billy D. / Il giallo e la nera: La promessa di Dürrenmatt e il caso Girolimoni
12. Pop: Assassin's Creed: Valhalla / Intervista: Alice Mado Proverbio / Short Tales / Amazing News: Il gigante di Arecibo
13. Cult: Cani sciolti - Milano spara / Intervista: Jonathan W. Rinzler / Sound Invaders:Don't Chase the Dead di Marilyn Manson / Il giallo e la nera: dal caso Murri al delitto Casati Stampa
14. Speciale Grandi detective in Rai. Interviste a Massimo Carlotto, Giancarlo De Cataldo, Giampaolo Simi, Valerio Varesi (prima parte)
15. Speciale Grandi detective in Rai. Interviste a Massimo Carlotto, Giancarlo De Cataldo, Giampaolo Simi, Valerio Varesi (seconda parte)
16. Pop: Ciclo Supernatural Thriller / Intervista: Agnese Codignola / Amazing News: 100 anni di robot / Sound Invaders: Comic Covers (prima parte)
17. Pop: For Life / Intervista: Paul Debevec / Il giallo e la nera: il massacro del Circeo
18. Speciale Pino Donaggio
19. Cult: Donnie Darko / Intervista: Pascal Laugier / Sound Invaders: Comic Covers (seconda parte) / Amazing News: Lotska
20. Pop: Hitman 3 / Intervista: Roberto De Feo e Francesca Cavallin per The Nest / Short Tales / Il giallo e la nera: i misteri di Àlleghe
21. Cult: 25 anni dalla morte di Magnus / Intervista: Bart Layton per American Animals / Sound Invaders: John Carpenter
22. Cult: Rémy Julienne / Intervista: Matteo Rovere per Il primo re / Amazing News: vino spaziale / Il giallo e la nera: il caso Re Cecconi
23. Speciale Videogame Open world. Storie infinite, mondi aperti
24. Pop: Brancalonia / Intervista: Tanino Liberatore / Short Tales: Japanese Film Festival Plus, i corti di Takeshi Yàshiro / Amazing News: Public Domain
25. Cult: Narcos: Mexico - Stagione 2 / Intervista: Antonio Casilli e Richard Baldwin / Sound Invaders: Steven Wilson
26. Speciale 80 anni di Captain America. Interviste a Andrea Silvestri, Luca Bertuzzi, Mark Waid
27. Cult: Noir in Festival 2021 / Intervista: Antonietta De Lillo per Fulci Talks / Il giallo e la nera: il caso Graziosi
28. Cult: It Takes Two / Intervista: Stefano De Bellis e Edgardo Fiorillo / Sound Invaders: Partenopunk
29. Cult: Mortal di André Øvredal / Intervista: Peppo Bianchessi per Il Libro Segreto di Jules Verne / Eli Roth's History of Horror S2 - Ep.1
30. Pop: Batman la serie tv classica / Intervista: Dani de la Torre, Alberto Marini, Hamid Krim per La Unidad / Il giallo e la nera: il caso Lavorini
31. Cult: Sputnik di Egor Abramenko / Intervista: Izabela Plucińska / Eli Roth's History of Horror S2 - Ep.2
32. Pop: Resident Alien / Intervista: Fabio Sanvitale / Eli Roth's History of Horror S2 - Ep.3 / Sound Invaders: Rob Zombie
33. Speciale Bruce Lee: l'ombra del Piccolo Drago. Interviste a Roger Garcia, Giacomo De Angelis, Nanni Cobretti
34. Cult: SciFi Club e FarEast Stream / Intervista: William Shatner / Il giallo e la nera: il caso Panagulis
35. Pop: Returnal raccontato da Sydney Sibilia / Intervista: Lorenzo Ceccotti LRNZ / Eli Roth's History of Horror S2 - Ep.4 / Sound Invaders: Osannaples
36. Speciale Il giallo e la nera: La mafia tra cinema e Tv, dal dopoguerra a Capaci quarant’anni di storia italiana. Intervista a Emiliano Morreale
37. Cult: The Strain / Intervista: Marco Ciardi / Eli Roth's History of Horror S2 - Ep.5 / Il giallo e la nera: La scuola dei duri
38. Cult: Robot. The Human Project / Intervista: Franco Ricciardiello / Sound Invaders: Alice Cooper / Amazing News: Simone Brioni e i percorsi nella Roma fantascientifica
39. Speciale 60 anni di Zagor e 30 anni di Nathan Never
40. Cult: Ciclo Missione Oriente Speciale Zombi / Far East Film Festival 2021 / Amazing News: TUMO - Center for Creative Technologies
41. Cult: Verso il 2000 / Intervista: Claudio Cupellini / Sound Invaders: David Lynch e Donovan / Il giallo e la nera: Un uomo curioso

## Puntate edizione 2021-2022
La nona stagione di Wonderland va in onda dal 5 ottobre 2021, ogni martedì in seconda serata su Rai4.
Vengono confermate le rubriche Sound Invaders, Short Tales, Amazing News a cui si aggiungono tre nuove rubriche: The Wonder Zone, che esamina alcuni celebri casi paranormali attraverso materiali d'archivio della Rai, The W-Files, che propone alcune interviste storiche di Wonderland raccolte nei primi dieci anni del programma, Ribelli, sognatori e... fumettisti, rubrica affidata al giornalista Luca Raffaelli che ripercorre la storia del fumetto italiano attraverso importanti materiali d'archivio e interviste ai protagonisti del settore.
La rubrica Il Giallo e la Nera è tornata il 4 gennaio 2022 per un episodio speciale che ha raccolto alcuni dei casi di cronaca affrontati nell'edizione precedente di Wonderland.
L'edizione 2021-2022 conta 40 puntate, di cui 9 speciali monografici.
1. Pop: No Time to Die / Intervista: Frank Pavich e Alejandro Jodorowsky / Festival del Cinema Spagnolo 2021 / Amazing News: Steve Jobs
2. Cult: The Last Duel / Intervista: il giornalista e scrittore Alessandro Curioni / Loving the Alien Fest 2021
3. Pop: Halloween Kills / Intervista: David Cronenberg al Matera Film Festival / Sound Invaders: Ghost - Hunter's Moon / TOHorror Fantastic Film Fest 2021
4. Pop: Virtual Reality Experience / Intervista: Gabriele Mainetti per Freaks Out / The Wonder Zone: Gerard Croiset
5. Speciale Lucca Comics & Games 2021: le premiazioni
6. Cult: I molti santi del New Jersey / Intervista: Edgar Wright e Krysty Wilson-Cairns per Ultima notte a Soho / The W-Files: Terry Gilliam
7. Speciale Lucca Comics & Games 2021
8. Pop: Sherlock Holmes Chapter One / Speciale Trieste Science + Fiction 2021
9. Cult: Le stanze di Rol del Torino Film Festival 2021 / Intervista: Eli Roth su Joe D'Amato / Short Tales: 14°Amarcort Film Festival
10. Pop: Mostra Manga Heroes. Da Osamu Tezuka ai Pokemon / Intervista: Marco Ferrari / Sound Invaders: Caleb Landry Jones
11. Pop: Syberia: The World Before / Intervista: Joe Russo / The W-Files: George Romero
12. Pop: Diabolik - Il film / Speciale: Le stanze di Rol - Torino Film Festival 2021 / Ribelli, sognatori e fumettisti: Andrea Pazienza e Filippo Scozzari
13. Speciale C'era una volta in America
14. Speciale Corto Maltese
15. Speciale Il Giallo e la Nera
16. Pop: Bonelli Story. 80 anni a fumetti / Intervista: Manfredo Manfredi / The Wonder Zone: i guaritori filippini
17. Pop: L'ultimo giorno sulla Terra / Intervista: Damiano e Fabio D'Innocenzo per America Latina / The W-Files: Paul Verhoeven
18. Cult: La fiera delle illusioni - Nightmare Alley / Intervista: Clare Mulley / Sound Invaders: Kid Amnesia Exibition di Radiohead
19. Cult: Cuore nero di Philippe Paringaux e Jacques De Loustal / Intervista: Leonardo Bianchi / Ribelli, sognatori e fumettisti: Frigidaire
20. Pop: Assassinio sul Nilo di Kenneth Branagh / In ricordo di Tito Stagno / Sound Invaders: le copertine dei 33 giri disegnate da Guido Crepax
21. Speciale "il cinema sui muri": i manifesti cinematografici raccontati da Paolo Zelati
22. Pop: Elden Ring / Intervista: Massimo Pandolfi / The W-Files: Douglas Trumbull
23. Pop: The Batman di Matt Reeves / Intervista: Roger Deakins / The Wonder Zone: la psicofotografia
24. Cult: Il giro del mondo in 80 giorni di Jules Verne / Intervista: Guy Billout / Ribelli, sognatori e fumettisti: Oreste Del Buono
25. Cult: Il Padrino - 50º anniversario / Intervista: Mamoru Hosoda / Sound Invaders: spiazzamento tarantiniano
26. Cult: Nosferatu - 100º anniversario / Intervista: Chris Ware / The Wonder Zone: i maghi
27. Cult: Perry Mason - la nuova serie tv / Intervista: Valdimar Jóhannsson / The W-Files: Dario Argento con Ennio Morricone e Vittorio Storaro
28. Speciale Robot: a 30 anni dalla morte di Isaac Asimov, il presente dell'intelligenza artificiale e della robotica
29. Pop: Road 96 / Intervista: Emmanuel Carrère / Sound Invaders: Death SS
30. Cult: Far East Film Festival 2022 / Intervista: Robert Eggers e Alexander Skarsgård per The Northman / Ribelli, sognatori e fumettisti: Sergio Bonelli
31. Pop: Alex Rider - la serie tv / Intervista: Alfredo Castelli per i primi 40 anni di Martin Mystère / The W-Files: Song Kang-ho
32. Pop: Doctor Strange nel Multiverso della Follia di Sam Raimi / Intervista: Valerio Evangelisti / Ribelli, sognatori e fumettisti: gli editori Luigi Bernardi, Josè Pellegrini, Sergio Loss
33. Speciale Torino Magica: un viaggio tra Storia e immaginario con lo studioso Franco Pezzini
34. Speciale Far East Film Festival 2022
35. Pop: Chernobylite / Interviste Napoli Comicon: fumettisti Albert Monteys, Léa Murawiec, Florent Ruppert e Jérôme Mulot / Sound Invaders: new wave italiana anni '80
36. Pop: Jurassic World - Il dominio di Colin Trevorrow / Intervista: Brillante Mendoza / Ribelli, sognatori e fumettisti: Luca Boschi
37. Pop: The Other Side di Tord Danielsson e Oskar Mellander / Intervista: Derrick de Kerckhove / Sound Invaders: Philip K. Dick
38. Cult: Astronavi. Le storie dei vascelli spaziali nella narrativa e nel cinema di fantascienza di Roberto Azzara e Michele Tetro / Intervista: Piero Trellini / The Wonder Zone: telepatia
39. Pop: Black Phone di Scott Derrickson / Intervista: Benjamin Lacombe / Ribelli, sognatori e fumettisti: Milo Manara, José Muñoz e Vittorio Giardino
40. Pop: The Twin di Taneli Mustonen / Intervista: Adam Nevill / Ribelli, sognatori e fumettisti: fumetto popolate vs fumetto d'autore

## Puntate edizione 2022-2023
La decima stagione di Wonderland va in onda dal 4 ottobre 2022, ogni martedì in seconda serata su Rai4.
Vengono confermate le rubriche Short Tales, The W-Files e Ribelli, sognatori e... fumettisti, affidata sempre al giornalista Luca Raffaelli che in questa edizione percorrerà le orme del fumetto crime internazionale.
I primi mesi della decima stagione di Wonderland sono accompagnati da Cineteca Wonderland, un appuntamento settimanale che segue la messa in onda del programma proponendo un film connesso alle tematiche care al magazine. Il film che ha inaugurato questo speciale ciclo cinematografico è stato Toby Dammit, episodio diretto da Federico Fellini e facente parte dell'antologia Tre passi nel delirio, programmato la notte del 4 ottobre 2022.
L'edizione 2022-2023 conta 40 puntate, di cui 10 speciali monografici.
1. Cult: La notte del 12 di Dominik Moll / Intervista a Jeffery Deaver / Intervista a Lorcan Finnegan per il film Vivarium
2. Pop: Halloween Ends di David Gordon Green / Intervista a Andrea Cotti e Carmelo Pecora / The W-Files: David Fincher
3. Cult: TOHorror Fantastic Film Fest 2022 / Intervista a Mark Seal / Intervista a Claudio Caligari
4. Cult: Miracle - Storia di destini incrociati di Bogdan Apetri / Intervista a Alberto Rodríguez / Short Tales: Matera Film Festival 2022
5. Speciale Lucca Comics & Games 2022: le premiazioni
6. Pop: A Plague’s Tale: Requiem / Intervista a Paul Schrader / The W-Files: John Hurt
7. Speciale Festival Internacional de Cinema Fantàstic di Sitges 2022
8. Speciale Lucca Comics & Games 2022
9. Cult: Bones and All di Luca Guadagnino / Omaggio a Francesco Rosi / Short Tales: Amarcort Film Festival 2022
10. Speciale Trieste Science + Fiction 2022 / Cinema protogiallo italiano: Antonio La Torre Giordano
11. Pop: Hello Neighbor 2 / Intervista a Corrado de Rosa / Ribelli, sognatori e… fumettisti: Dick Tracy
12. Pop: Avatar - La via dell'acqua / Intervista a Oliver Norek
13. Speciale Torino Film Festival 2022
14. Intervista a Robert Englund / Ribelli, sognatori e... fumettisti: Alack Sinner
15. Pop: M3gan / Intervista a George A. Romero / Cult: Il buio oltre la siepe
16. Speciale Fernando Di Leo
17. Pop: The Plane / Intervista a Paolo Bacilieri
18. Cult: Gli spiriti dell'isola / Intervista a M. Night Shyamalan / Ribelli, sognatori...fumettisti: Sam Pezzo
19. Pop: Forspoken / Intervista a Milo Manara
20. Cult: Holy Spider / Intervista a George Simenon
21. Pop: The Offering / Intervista a Angelo Guglielmi
22. Cult: Benedetta / Intervista a Omar Di Monopoli
23. Cult: Jacovitti / Intervista a Pierfrancesco Favino e Andrea Di Stefano per L'ultima notte di Amore
24. Cult: La caduta della casa degli Usher di Antonello Silverini / Intervista a Emanuele Taglietti
25. Cult: Chapelwaite / Intervista a Nicholas Jubber, Rébecca Dautremer e Cinzia Ghigliano dalla Childern's Book Fair di Bologna
26. Pop: Crime Boss – Rockay City / Intervista a Eva Gravayat e Arthur Mettetal dalla mostra ORIENT-EXPRESS & CIE: itinerario di un mito moderno
27. Cult: La cospirazione del Cairo / Intervista a Corrado Augias
28. Cult: Four Unloved Women, Adrift on a Purposeless Sea, Experience the Ecstasy of Dissection / Intervista a Rodrigo Sorogoyen per As bestas
29. Cult: Anticipazioni dal Far East Film Festival 2023 / Intervista a Bong Joon-ho
30. Cult: Intemperie / Intervista a Riccardo Fassone, Valerio Di Donato e Mattia Vittorio Bernatti / Ribelli, sognatori...fumettisti: Big Sleeping
31. Cult: The Alleys / Intervista a Martin Scorsese e Robert De Niro per Toro scatenato
32. Cult: Il disastro aereo delle Ande / Intervista a Silvano Montaldo
33. Speciale Napoli Comicon 2023
34. Pop: Renfield / Intervista a Igor Baglioni e Chiara Crosignani
35. Speciale Far East Film Festival 2023
36. Pop: Mostra De Sagittis et Seminibus dedicata al fumettista spagnolo David Aja / Salone del Libro di Torino 2023
37. Speciale Bruno Bozzetto
38. Pop: Comicon Bergamo / Intervista a Jonathan Giustini e Marco Giusti / Ribelli, sognatori e...fumettisti: Blacksad
39. Cult: Il testamento fantastico: cinema espressionista tedesco (1913-1935) di Antonio La Torre Giordano / Intervista a Marco Sommariva / Ribelli, sognatori e...fumettisti: Altai & Jonson
40. Speciale Bruce Lee in occasione dei 50 anni dalla morte

## Puntate edizione 2023-2024
L'undicesima stagione di Wonderland va in onda dal 3 ottobre 2023, ogni martedì in seconda serata su Rai4.
La rubrica Ribelli, sognatori e... fumettisti, curata sempre dal giornalista Luca Raffaelli, caratterizza le prime cinque puntate di questa edizione percorrendo cronologicamente la storia di Lucca Comics & Games che termina con un daily - in onda dall'1 al 5 novembre, sempre in seconda serata su Rai4 - dedicato all'edizione 2024 del festival del fumetto di Lucca. Questa edizione di Wonderland ripropone periodicamente anche la rubrica Short Tales dedicata ai cortometraggi di genere. 
I primi mesi dell'undicesima stagione di Wonderland sono accompagnati per il secondo anno consecutivo da Cineteca Wonderland, un appuntamento settimanale che segue la messa in onda del programma proponendo un film connesso alle tematiche care al magazine.
Questa edizione vede toccare le 500 puntate con uno speciale dedicato all'iconico film del 1933 King Kong, omaggiato in occasione del suo 90º compleanno.
1. Cult: The Creator di Gareth Edwards / Intervista a David Gordon Green per L'esorcista - Il credente + intervista d'archivio a William Friedkin su L'esorcista / Ribelli, sognatori e... fumettisti: Lucca Comics Story n°1
2. Cult: Dogman di Luc Besson / Speciale 100º anniversario dalla nascita di Italo Calvino / Ribelli, sognatori e... fumettisti: Lucca Comics Story n°2
3. Cult: Killers of the Flower Moon di Martin Scorsese / Matera Film Festival: intervista a Peter Grenaway e Terry Gilliam / Ribelli, sognatori e... fumettisti: Lucca Comics Story n°3
4. Pop: Mostra The World of Tim Burton / Intervista a Simone Scafidi per il film Dario Argento Panico / Ribelli, sognatori e... fumettisti: Lucca Comics Story n°4
5. Cult: 100º anniversario de Il gobbo di Notre Dame di Wallace Worsley / Intervista a Justine Triet per Anatomia di una caduta /  Ribelli, sognatori e... fumettisti: Lucca Comics Story n°5
6. Speciale Festival Internacional de Cinema Fantàstic di Sitges 2023
7. Pop: The Invincible / Intervista a Mark Ulano
8. Cult: Napoleon di Ridley Scott / Intervista d'archivio a Michel Ciment / Short Tales: Amarcort Film Festival 2023
9. Speciale Trieste Science + Fiction 2023
10. Speciale Internet Festival 2023
11. Cult: Il maestro giardiniere di Paul Schrader / Intervista a Howard Chaykin
12. Cult: Gretel & Hansel di Oz Perkins / Intervista a Stefano Sollima, Pierfrancesco Favino, Toni Servillo, Adriano Giannini, Valerio Mastandrea e Gianmarco Franchini per il film Adagio
13. Speciale 90º anniversario del film King Kong (PUNTATA 500)
14. Speciale 70º anniversario della Rai: Interviste d'archivio a Tito Stagno, Ugo Gregoretti, Ugo Pagliai, Corrado Augias
15. Pop: Undying / Speciale Torino Film Festival 2023
16. Pop: The Piper di Erlingur Thoroddsen / Intervista a Pierluigi Gaspa, Pierpaolo Putignano e Frank Miller su Dino Battaglia
17. Cult: Povere creature! di Yorgos Lanthimos / Intervista a Arthuan Rebis (Alessandro Arturo Cucurnia)
18. Cult: I fiumi di porpora - La serie / Intervista all'attore Alberto Ammann per il film Upon Entry
19. Intervista allo scrittore Salvatore Patriarca per il saggio Il cattivo
20. Pop: I tre moschettieri - Milady / Intervista a Lorenzo Palloni per la graphic novel Burn Baby Burn
21. Speciale Oliver Onions: Intervista a Guido e Maurizio De Angelis
22. Pop: Living Dead Film Collection / Intervista a Nicoletta Vallorani su Dune di Frank Herbert
23. Cult: Drive-Away Dolls / Intervista a Matteo Bittanti e Lorenzo Redaelli
24. Pop: Force of Nature - Oltre l'inganno / Intervista a Kristoffer Borgli per il film Dream Scenario / Ribelli, sognatori e… fumettisti: omaggio ad Alfredo Castelli
25. Cult: Sopravvissuti / Intervista al fumettista Chris Ware
26. Cult: Ciclo di film su Rai4 Orient Express / Intervista allo scrittore Fabio Malagnini
27. Cult: Il mio amico robot / Intervista alla fumettista Vanna Vinci
28. Cult: Omen - L'origine del presagio / Intervista allo scrittore Paolo Toselli
29. Cult: Civil War / Intervista ai registi Um Tae-hwa e Kim Ji-woon e all'attore l’attore Song Kang-ho per il 22° Florence Korea Film Fest
30. Pop: Harold Halibut / Ciclo Dark Thriller: Talk To Me, Speak No Evil, Finché morte non ci separi, Pensive
31. Cult: Mother's Instinct di Benoit Delhomme / Intervista a Mathieu Kassovitz per L'odio
32. Speciale Napoli Comicon 2024
33. Speciale Far East Film Festival 2024
34. Cult: Il caso Goldman di Cédric Kahn / Intervista a Stéphan Castang, Thomas Cailley e Just Philippot
35. Cult: Sconfinamenti – La nona arte in mostra / Salone del libro di Torino 2024
36. Pop: Play - Festival del gioco / Intervista a Roger Corman
37. Cartoons on the Bay 2024
38. Cult: Hit Man - Killer per caso di Richard Linklater / Intervista a Enrique Breccia
39. Pop: Comicon Bergamo / Intervista a Éric Sadin
40. Pop: L'ultima vendetta: intervista al regista Robert Lorenz / Ribelli, Sognatori e… Fumettisti: Lee Falk

## Puntate edizione 2024-2025
La dodicesima stagione di Wonderland parte il 1º ottobre 2024 con il consueto appuntamento settimanale su Rai4, ogni martedì in seconda serata.
Anche per questa edizione, la partnership con Lucca Comics & Games genera uno spin-off quotidiano di Wonderland concentrato nella settimana di svolgimento della manifestazione lucchese, dal 30 ottobre al 3 novembre, sempre in seconda serata su Rai4. In questa edizione, il daily su Lucca Comics è anticipato da una puntata speciale del programma, il 29 ottobre, curata dal critico e giornalista Luca Raffaelli e dedicata alla storia del festival del fumetto di Lucca. Un ulteriore puntata speciale di Wonderland fa seguito, lunedì 4 novembre, ed è interamente dedicata al fenomeno del gioco di ruolo Dungeons & Dragons, intitolata Nella tana del drago e curata dal giornalista Andrea Fornasiero. 
Questa edizione di Wonderland ripropone periodicamente la rubrica Short Tales dedicata ai cortometraggi di genere.
1. Pop: Never Let Go - A un passo dal male di Alexandre Aja / Intervista a Emiliano Morreale per il 50° anniversario di Non aprite quella porta
2. Pop: Metaphor: ReFantazio / Intervista a Fabio Grassadonia e Antonio Piazza per il film Iddu - L'ultimo padrino
3. Cult: Megalopolis di Francis Ford Coppola / Intervista a Giacomo Calorio per il 70° anniversario del film Godzilla, omaggiato al TOHorror 2024
4. Cult: Longlegs di Oz Perkins / Intervista a Chris Sanders dalla VIEW Conference per il film Il robot selvaggio
5. Speciale Ribelli, sognatori e… fumettisti: Lucca Comics Story
6. Cult: Terrifier 3 di Damien Leone / Intervista a Luis Mandoki per il film Presencias
7. Speciale Sitges 2024
8. Cult: The Beast di Bertrand Bonello / Intervista a Paolo Strippoli per il film Piove / Short Tales: Matera Film Festival 2024
9. Pop: The Strangers - Capitolo 1 in anteprima al Fantafestival 2024 / Intervista a Fede Alvarez e Alec Gillis per Alien: Romolus
10. Speciale Trieste Science + Fiction Festival 2024 / Intervista a Carlota Pereda per il film in prima visione su Rai4 Piggy
11. Pop: Interstella 5555 / Intervista a Dennis Lehane / Short Tales: Amarcort Film Festival 2024
12. Cult: 30 Birds / Intervista a Willem Dafoe per il film Nosferatu
13. Speciale Ribelli, sognatori e… fumettisti: Splendori e crisi del fumetto in Italia all’inizio degli anni ’80
14. Speciale Torino Film Festival 2024
15. Pop: Wolf Man di Leigh Whannell / Intervista a Yoshitaka Amano
16. Cult: Ciao bambino di Edgardo Pistone / Intervista a Joyce Carol Oates
17. Speciale Los Angeles e le radici della cultura pop: Intervista a Claudio Castellacci e Patrizia Sanvitale
18. Cult: The Substance di Coralie Fargeat / Intervista a Jean-Pierre Dionnet
19. Pop: The Stone of Madness / Intervista a JT Mollner per il film Strange Darling
20. Intervista a Bianca Pitzorno su Il Dirodorlando
21. Pop: Heretic di Scott Beck e Bryan Woods / Intervista a David Thomson
22. Cult: Mickey 17 di Bong Joon-ho / Omaggio a Gianfranco Manfredi
23. Pop: La città proibita: intervista a Gabriele Mainetti e Yaxi Liu / Intervista a Paola Manduca, Tomaso Montanari, Paolo Galluzzi e Roberto Ferrari
24. Cult: The Monkey di Osgood Perkins / Intervista a Lawrence Schick, autore del libro “Cinema of Swords”
25. Cult: Sons di Gustav Möller / Intervista a Ari Folman
26. Cult: Shrouds - Misteri sepolti di David Cronenberg / Intervista a Philippe Boxho
27. Cult: 70° Anniversario La finestra sul cortile di Alfred Hitchcock / Intervista a Tim Thurman
28. Cult: Ciclo Beast Cop: The Roundup Saga / Florence Korea Film Festival, interviste a: Hwang Jung-min, Chun Sun-young, Lee Sung-hyun, Na Hong-jin
29. 27° Far East Film Festival
30. Pop: Black Bag - Doppio gioco di Steven Soderbergh / Intervista a Ivo Milazzo
31. Cult: La Nueva Ola - Festival del Cinema Spagnolo e Latino-americano / Intervista al game designer Antoine Bauza e i fumettisti Kieron Gillen e Stephanie Hans
32. Speciale Napoli Comicon 2025
33. Speciale Torino Noir con il saggista Milo Julini e dei romanzieri Maurizio Blini e Giorgio Ballario
34. Speciale Far East Film Festival 2025
35. Salone del Libro di Torino 2025
36. Pop: Ballerina di Len Wiseman / Intervista a Giuseppe G. Stasi e Giancarlo Fontana per la serie The Bad Guy
37. Cult: Fantasmi di oggi e leggende nere dell'età moderna / Intervista al musicista e scrittore Cobol Pongide
38. Pop: Death Stranding 2: On the Beach / Intervista a Loredana Lipperini
39. Pop: Jurassic World - La rinascita di Gareth Edwards / Intervista a Rossana Morriello, Federico Meschini e Gino Roncaglia
40. Cult: 50° Anniversario de Lo squalo di Steven Spielberg / Intervista a Walter Mosley